# Lucien Laurat
 (février 2022).
Lucien Laurat, né Otto Maschl à Vienne le 27 décembre 1898 et mort à Paris le 10 mars 1973, est un économiste, écrivain, et militant marxiste.

## Biographie
Laurat devint espérantiste juste avant la Première Guerre mondiale. Il travailla sur l'économie et devint l'un des fondateurs du Parti communiste d'Autriche. Pendant l'été 1921 au début de l'avant-congrès international d'espéranto de Dresde et ensuite de celui de Prague, il participa à la fondation de l'association anationale mondiale de langue espéranto, Sennacieca Asocio Tutmonda (SAT).
Il joua un rôle important dans l'idée interne de la SAT : « L'autre camarade et partisan de Lanti fut Lucien Laurat, éloquent plaideur à Dresde pour faire accepter la structure « anationale ». Grâce à sa sagesse et à sa capacité de persuasion la majorité des congressistes cédèrent et se convertirent aux idées de la SAT » (Borsboom, p.29). 
En 1921-1923 Laurat était correspondant à Berlin du journal français L'Humanité (devenu l'organe officiel du Parti communiste français, PCF). Pendant quatre mois, il fut incarcéré en France, capturé à la frontière qu'il essayait de franchir clandestinement.
En 1923, Boris Souvarine (l'un des fondateurs du PCF) l'appela à Moscou. Il y apprit le russe. Traducteur du bureau de presse de l'internationale communiste, il devint membre du comité central de l'Union des espérantistes soviétiques (CK SEU) et travailla avec Drezen, également espérantophone. Il enseignait l'économie à l'université communiste des travailleurs orientaux. 
La mort de Lénine au début de 1924 va créer des luttes de succession pour le pouvoir. Laurat, après un premier temps, s'oppose à l'aile dirigée par Zinoviev et aidée par Staline. Sa chambre à l'hôtel devint un lieu de réunion où se rencontraient des chefs communistes opposés à Staline : August Thalheimer, Heinrich Brandler, Angelo Tasca, Karl Radek et d'autres. Grâce à ses relations dans le monde espérantiste, il réussit à faire parvenir régulièrement des informations à Boris Souvarine, qui était retourné à Paris après son exclusion. Mais il prit peur pour sa vie, et prit la fuite en 1927 pour Bruxelles puis Paris. 
En France, Laurat devint un économiste marxiste reconnu, responsable de l'instruction économique dans l'institut supérieur de la CGT (le plus important syndicat français). Il collabora aussi à la revue espagnole Orto (Aurore, publiée par des activistes anarchistes, Marin Livera et Angel Pestana de la CNT). Lucien Laurat adhère au Cercle communiste démocratique en 1930. En 1933, il rejoignit la gauche de la SFIO, y participant à la création de la revue/courant Le Combat Marxiste.
Avec Raymond Queneau, Georges Bataille, Simone Weil, Karl Korsch, etc., il fut un collaborateur régulier de La Critique Sociale, revue fondée en 1931 par Boris Souvarine (principal fondateur du Cercle communiste démocratique et précurseur dans la critique du stalinisme). Lucien Laurat était aussi très proche de René Lefeuvre, le fondateur des éditions Spartacus. Il fut en tête de la mobilisation intellectuelle qui réussit à faire sortir Victor Serge de l'enfer stalinien où, comme des milliers d'autres révolutionnaires, il était logiquement appelé à disparaître.
En 1939 il est mobilisé dans l'armée française. Prisonnier de guerre, il réussit à s'échapper. Il écrit alors dans des revues collaborationnistes : La France socialiste et L'Atelier. Il entretint des relations avec les socialistes autrichiens, notamment Karl Renner (qui fut chancelier en 1918-1920, avant d'être président de l'Autriche en 1945).
Après la guerre, il est exclu de la SFIO qu'il réintègre quelques années plus tard. Il participe à la création du BEIPI (Bulletin d'études et d'informations politiques international) puis à celle de la revue Est et Ouest et enfin de la revue Le Contrat social, aux côtés de Boris Souvarine. Ses contributions portent plus particulièrement sur l'analyse de l'économie soviétique et l'austro-marxisme.
Lucien Laurat était marié à Marcelle Pommera.

## Sources
- Boorboom Ed, Vivo de Lanti, SAT, 1976.
- Lins Ulrich, La Danĝera Lingvo, Bleicher eldonejo, 1988.
- Jean Maitron, Dictionnaire du mouvement ouvrier, éditions de l'Atelier.
- Boris Souvarine, Prologue à la réédition de la «Critique sociale», Le Sphinx, 1983.
- Page internet du «Centro de esploroj pri komparita epistemologio de la lingvistiko de centra kaj orienta Euxropo» (centre d'etudes d'épistémologie de linguistique de l'Europe centrale et orientale) (CRECLECO).